# Krishnaraja Wodeyar III
Mummadi Krishnaraja Wodeyar III (Sriranagapatna, 14 luglio 1794 – Mysore, 27 marzo 1868) fu maharaja di Mysore dal 1799 al 1868.

## Biografia

### I primi anni
Mummadi Krishnaraja Wodeyar, nato a Srirangapatna, era figlio di Khasa Chamaraja Wodeyar IX e di sua moglie, Maharani Kempa Nanja Ammani Avaru. Chamaraja Wodeyar IX venne adottato come figlio da Maharani Lakshmi Ammani Devi, vedova di Krishnaraja Wodeyar II. Maharani Lakshmi Ammani Devi giocò un ruolo fondamentale nella crescita del suo nipote adottato per la sua futura ascesa al trono di Mysore. I Wodeyars avevano perso il trono di Mysore nel 1766 in favore di Hyder Ali. Maharani Lakshmi Ammani Devi stava attendendo il cambio di sede per restituire il trono alla legittima dinastia dei Wodeyars. Quando Tipu Sultan morì e le sue terre passarono al governatorato britannico nel 1799, ella ebbe da discutere circa la successione al trono di Mysore ed ottenne che la successione spettasse a Mummadi Krishnaraja Wodeyar di appena cinque anni, che venne incoronato Maharaja di Mysore il 30 giugno 1799. La cerimonia ebbe luogo in uno speciale padiglione costruito presso il tempio di Lakshmiramana Swamy a Mysore. Dewan Purnaiah venne prescelto quale suo primo Dewan.

### Regnante dello stato
Mummadi Krishnaraja Wodeyar, una volta raggiunta l'età di 16 anni nel 1810 venne ritenuto abile a ottenere il trono ufficialmente. Dopo una discussione col residente A. H. Cole, le redini dello stato vennero trasferite dal Dewan Purnaiah al re stesso. In quello stesso anno però egli perse la nonna che morì nel 1810.

### Contributi alla cultura
Mummadi Krishnaraja Wodeyar fu responsabile della crescita culturale del regno di Mysore. Egli stesso era uno scrittore ed aveva composto alcune opere in Kannada come Sritattvanidhi e Sougandhikaparinaya., accogliendo anche numerosi scrittori alla sua corte. Tra le opere che fiorirono alla sua corte ricordiamo Mudramanjusha di Kempu Narayana, Kalavati Parinaya di Yadava e Vachana Kadamabari. Come molti dei suoi successori, egli era particolarmente portato per le lingue e per la musica, suonando regolarmente il veena. Egli era un giocatore esperto di giochi da tavolo e lo si ritiene ad oggi l'inventore del Ganjifa..